# Haniel Stiftung
Die Haniel Stiftung ist eine unternehmerische Stiftung mit Sitz in Duisburg, Ruhrort.

## Stiftungskapital
Die Stiftung wurde 1988 von der Franz Haniel & Cie. GmbH mit einem Stiftungsvermögen von rund fünf Millionen Euro gegründet. Bis zum Jahr 2000 verdoppelte sich das Vermögen durch Zustiftungen – vor allem des Stifterunternehmens und seiner Gesellschafter. Zum 250-jährigen Jubiläum der Franz Haniel & Cie. GmbH im Jahr 2006 wurde das Kapital aufgestockt. Inzwischen beläuft es sich auf rund 50 Millionen Euro. Das Kapital ist zum Großteil beim Stifterunternehmen festverzinslich angelegt. Zudem ist die Haniel Stiftung Gesellschafter des Stifterunternehmens und erhält somit eine Dividende. Darüber hinaus bildet sie nach eigenen Angaben Rücklagen von etwa 200.000 Euro jährlich.

## Kuratorium
Das Kuratorium besteht aus sieben Personen und fungiert als Vorstand. Kuratoriumsvorsitzender ist Kay Windthorst. Das Kuratorium tagt zweimal jährlich.

## Leitbild
Die Stiftung ist eine unternehmerische Stiftung und baut auf zwei Säulen auf:
1. „Enkelfähiges Unternehmertum“: Diese Fördersäule richtet sich an junge Unternehmer, denen die Stiftung Stipendien an europäischen und internationalen Universitäten ermöglicht.
2. „Bildung als Chance“: Diese Fördersäule richtet sich an Kinder und Jugendliche in einem herausfordernden Umfeld aus sozial schwachen Regionen in Duisburg und Hamburg. In verschiedenen Projekten unterstützt die Stiftung die Schüler bei den Übergängen im Bildungssystem.

## Tätigkeit
Die Stiftung ist vorwiegend operativ tätig, was Kooperationen mit anderen Stiftungen und Akteuren aus dem Bildungsbereich einschließt. Derzeit vergibt die Stiftung jährlich rund 2,25 Millionen Euro in den beiden Tätigkeitsfeldern Nachwuchsförderung und Bildungschancen.

### Programmbereich Nachwuchsförderung
In diesem Arbeitsbereich verfolgt die Stiftung das Ziel, durch verschiedene Nachwuchsprogramme Studierende zu fördern, die sich für wirtschaftliche Fragen interessieren und sich für den internationalen Arbeitsmarkt qualifizieren möchten.
Beispielhafte Förderungen und Projekte sind: 
- das Haniel Stipendienprogramm,  ein Nachwuchsförderprogramm, das Stipendien an Hochschulabsolventen für ein wirtschaftsbezogenes Aufbaustudium im europäischen oder außereuropäischen Ausland vergibt[6]
- das McCloy Academic Scholarship Programm, ein Nachwuchsförderprogramm, das qualifizierte junge Menschen auf Führungsaufgaben im öffentlichen Bereich, in der Privatwirtschaft und Zivilgesellschaft vorbereitet
- das European Haniel Program, ein Forschungsnetzwerk, bestehend aus fünf europäischen Universitäten
- der Sozialunternehmertum-Workshop, eine Seminarreihe, die engagierten jungen Menschen Kompetenzen, die bei der Gründung eines gemeinwohlorientierten Unternehmens relevant sind, vermittelt.[7]

### Programmbereich Bildungschancen
In diesem Arbeitsbereich setzt die Stiftung Projekte um, die sich an Kinder und Jugendliche mit schwierigen Startbedingungen insbesondere in Duisburg und Hamburg richten.
Beispielhafte Förderungen und Projekte sind: 
- das Kooperationsprojekt Bildung als Chance, das zum Ziel hat, Chancengleichheit im Bildungssystem zu fördern[9]
- das Aletta Haniel Programm, das Kinder und Jugendliche bei der Gestaltung ihrer Bildungsbiografie unterstützt
- das Projekt LeseAdler und SchreibFüchse, das Kinder mit einer Lese- und Rechtschreibstörung (LRS) fördert.[10][11]

## Transparenz und Wirkungsorientierung
Die Stiftung ist seit 1989 Mitglied im Bundesverband Deutscher Stiftungen. Jedes Jahr erstellt die Stiftung einen Jahresabschluss nach den Grundsätzen des deutschen Handelsgesetzes für kleine Kapitalgesellschaften. Die Wirtschaftsprüfungsgesellschaft PricewaterhouseCoopers prüft den Jahresabschluss. Alle fünf Jahre überprüft die Haniel Stiftung mit externen Experten ihre Arbeit und ihre strategische Ausrichtung.